# Gümüşdamla, Akseki
Gümüşdamla là một xã thuộc huyện Akseki, tỉnh Antalya, Thổ Nhĩ Kỳ. Dân số thời điểm năm 2011 là 262 người.